# Station Zarzeka
Station Zarzeka is een spoorwegstation in de Poolse plaats Skoki.